# تشاه محمد (دلغان)
تشاه محمد (بالفارسية: چاه محمد) هي منطقة سكنية تقع في سيستان وبلوتشستان في إيران. يقدر عدد سكانها بـ 397 نسمة .